# 岡田磐
岡田 磐（おかだ いわお、1853年6月12日〈嘉永6年5月6日〉 - 1927年〈昭和2年〉2月17日）は、明治から大正時代の政治家。警察官。銀行家。岡山市長。号は撫川。

## 経歴
備中撫川（現岡山市北区撫川）出身。犬飼松窓の門に学んだ。1873年（明治6年）小田県等外一等出仕、1875年（明治8年）岡山県十五等出仕、1878年（明治11年）岡山県警部、さらに西西条、西北条、東南条、苫田の各郡長を経て、1902年（明治35年）7月25日、岡山市長に就任した。この間、津山、岡山各警察署長を歴任した。
市長在任中は、前任の小田安正のあとを受けて1903年（明治36年）から上水道敷設工事に着手し1905年（明治38年）3月に全国で8番目の上水道を完成させたほか、電話開通、吉備線や宇野線の開通、西大寺鉄道の開通、市内電車の開通など近代化を進めた。教育関係の充実にも尽くし、商業補習学校の創設、各小学校の新改築、幼稚園の新設、師範学校の移転に市費を補助するなどの事業を行った。ほか、し尿汲み取りの市営化、市制施行20周年記念の市庁舎増改築、第1回岡山市史編纂、下水道工事着手、岡山市公報の発行など数多くの事績を残した。3期16年に渡って市長を務め、1918年（大正7年）8月2日、満期退職した。1925年（大正14年）岡山県農工銀行頭取に就任した。